# Majosháza
Majosháza est un village et une commune du comitat de Pest en Hongrie.